# Kalbelia
Kalbelia ou Kabeliya est un mot qui désigne une tribu du Rajasthan. Ce peuple est célèbre pour ses danses et ses chants qui font partie intégrante de son folklore. Les hommes et les femmes y participent lors de la célébration de festivités et lors des fêtes.

## Le peuple Kalbelia
Les Kalbelias sont réputés pour leur nomadisme dans les différents districts de l'Inde. C'est une population composée de marginaux, qui vivent à la périphérie des villages, dans des camps de fortune appelés «deras». Les hommes jadis étaient des charmeurs de serpents, ils transportaient leurs cobras dans des paniers cane, en allant de porte à porte. Ils vénéraient le cobra en préconisant de ne surtout pas le tuer, même si le reptile était entré par inadvertance dans une maison. Dans ce cas, il convenait d'appeler un Kalbelia pour rattraper l'animal, sans le tuer. Durant ces spectacles, les femmes chantaient et dansaient en demandant l'aumône.
Ils sont également connus comme Sapera, Jogira ou Jogi. Ils retracent leur ascendance depuis Kanlipar, le 12e disciple de Guru Gorakhnath. La plus grande partie de la population de Kalbelias se trouve dans les districts de Pali, puis Ajmer, Chittorgarh et dans le district d'Udaipur. Ils vivent une vie nomade et appartiennent aux tribus répertoriées ou Scheduled tribes, une nomenclature officielle du Gouvernement indien pour les populations reconnues comme ayant un fonctionnement « tribal » (majoritairement les peuples dits adivasi). Cette catégorisation permet à la communauté de bénéficier de la Réservation.
Au fil des générations, les Kalbelias ont acquis de grandes connaissances en botanique et en zoologie. Leur savoir relatif aux plantes médicinales, et aux vertus thérapeutiques du venin des serpents, leur donnait une solide réputation de guérisseurs. De là, ils en tiraient d'incontestables sources de revenus. Néanmoins depuis la promulgation de la loi relative à la protection de la faune de 1972, la profession traditionnelle de montreur de serpent a été interdite. Les arts du spectacle sont une source de revenus importante pour eux et ils sont largement reconnus en Inde et à l'étranger. Néanmoins, pour subvenir à leurs besoins, les Kalbelias sont contraints à une reconversion dans le travail des champs ou dans le gardiennage du bétail.

## Danse Kalbeliya

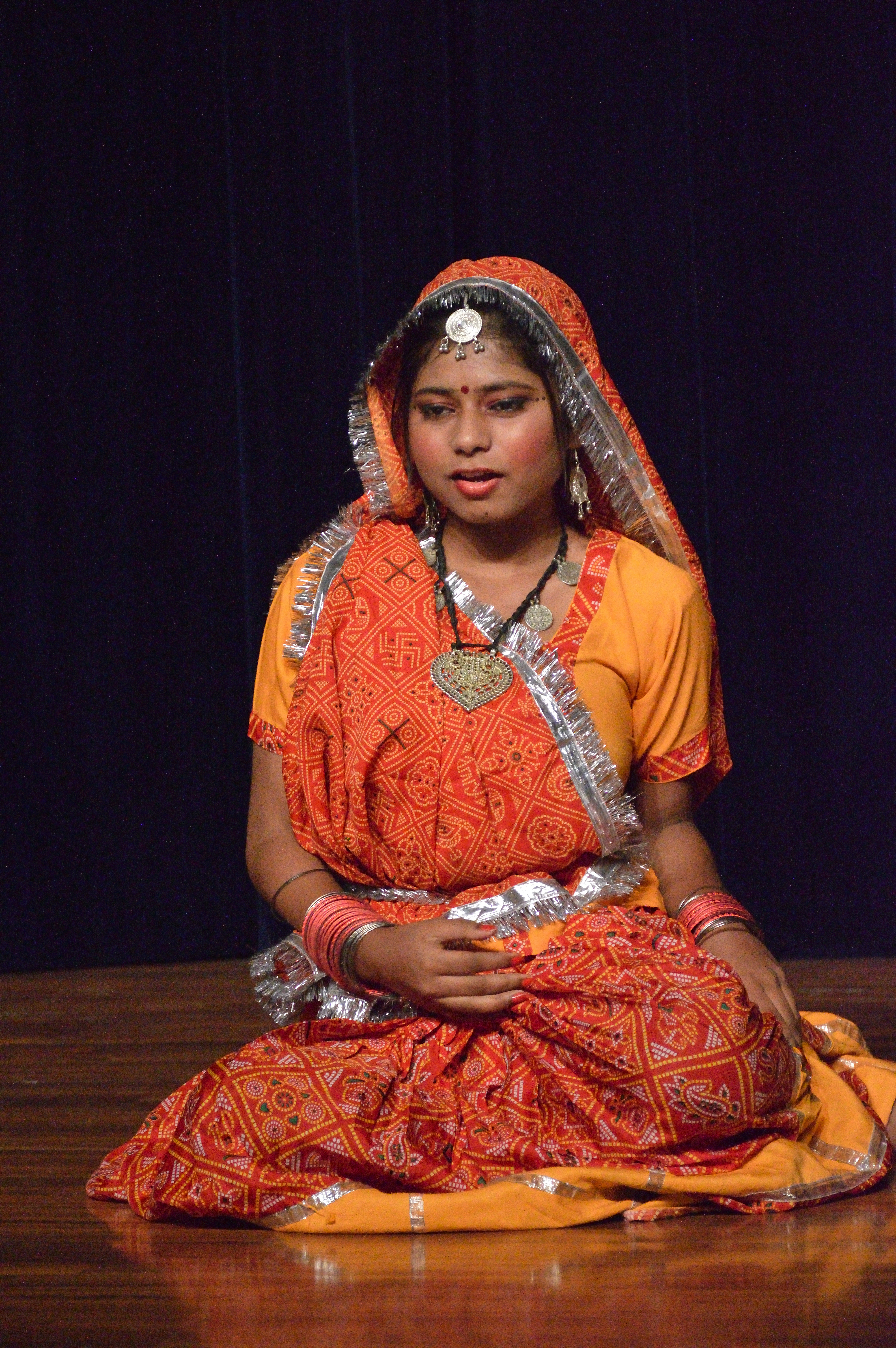
Rajasthani Dance - Opening Ceremony - Wiki Conference India - CGC - Mohali

Les mouvements de danse et les costumes des Kalbelias évoquent ceux des serpents. La danse Kalbelia, réalisée pour célébrer tout moment joyeux dans la communauté, fait partie intégrante de la culture Kalbelia. Leurs danses et leurs chants sont un sujet de fierté et un marqueur d'identité. Ils représentent l'adaptation créative de cette communauté de charmeurs de serpents à l'évolution des conditions socio-économiques et à leur propre rôle dans la société rurale.
Les danseurs sont des femmes en jupes noires qui dansent et tourbillonnent, reproduisant les mouvements d'un serpent. Le tissu du haut du corps est appelé  Angrakhi  et un morceau de tissu porté sur la tête, appelé  Odhani , est également appelé  Lengha . Tous ces tissus sont mélangés dans des tons rouges et noirs et brodés de telle manière que lorsque ces danseurs exécutent ces vêtements représentent une combinaison de couleurs apaisantes pour les yeux ainsi que pour l'atmosphère.
Les musiciens qui interprètent les danses utilisent différents instruments tels que le pungi, un instrument à vent traditionnellement joué pour capturer des serpents, le daf, been, le khanjari - un instrument de percussion, le morchang, le khurali et le dholak pour créer les rythmes qui entraînent la troupe des danseurs. Ils portent de sonores bijoux, leurs vêtements sont richement brodés de petits miroirs et de fils d'argent. Au fur et à mesure que la représentation avance le rythme s’accélère et la danse de plus en plus rapide. C'est le cas notamment, lors de l'interprétation de la Holi, une danse qui est dédiée à Krishna dans le nord de l'Inde et à Kâma dans le sud. Holi est une des célébrations les plus anciennes en Inde qui existe depuis l'Antiquité.
Les chansons de Kalbelia sont basées sur des histoires tirées du folklore et de la mythologie. Les Kalbelias ont la réputation d'improviser leurs chansons durant les représentations. Ces chants et ces danses font partie de la tradition orale. Ils sont transmis de génération en génération car il n'existe aucun texte ni de manuels de formation. En 2010, les chansons folkloriques et les danses du Rajasthan ont été inscrits sur la liste du patrimoine immatériel de l' UNESCO.
La culture du peuple Kalbelia est ainsi largement reconnue dans le monde entier.